# Kontinental Hockey League 2009-2010
La stagione 2009-2010 è stata la 2ª edizione della Kontinental Hockey League. La stagione regolare prese il via il 10 settembre 2009 con la Opening Cup, mentre fu prevista una pausa dall'8 febbraio al 3 marzo per il torneo olimpico di Vancouver. La Dinamo Minsk ospitò il KHL All-Star Game presso la Minsk Arena il 30 gennaio 2010. La stagione regolare finì il 7 marzo 2012, mentre i playoff si conclusero il 27 aprile. La prima Kubok Kontinenta, nuovo trofeo della KHL assegnato alla miglior squadra della stagione regolare, fu vinto dallo Salavat Julaev Ufa il 5 marzo 2010 con una giornata d'anticipo. A conquistare il titolo per il secondo anno consecutivo fu l'Ak Bars Kazan', capace di sconfiggere a Gara 7 i campioni della Western Conference dell'HK MVD.

## Squadre partecipanti
- Ak Bars Kazan’
- Amur Chabarovsk
- Atlant Mytišči
- Avangard Omsk
- Avtomobilist
- Barys Astana
- CSKA Mosca
- Dinamo Minsk
- Dinamo Mosca
- Dinamo Riga
- Lada Togliatti
- Lok. Jaroslavl’

- Magnitogorsk
- Metallurg Novok.
- MVD
- Neftechimik
- Salavat Julaev
- Severstal’
- Sibir’ Novosibirsk
- SKA Pietroburgo
- Spartak Mosca
- Torpedo N. Novg.
- Traktor Čeljabinsk
- Vitjaz' Čechov

## Pre-season

### Modifiche
Il 16 giugno 2009 il KHL Board of Directors approvò una serie di modifiche al campionato rispetto alla stagione precedente. Il Chimik Voskresensk a causa di problemi finanziari fu retrocesso in VHL ed il suo posto fu invece preso dall'Avtomobilist Ekaterinburg, mantenendo il numero di squadre iscritte a 24. Oltre alla creazione del KHL Junior Draft la lega istituì un campionato giovanile per sviluppare e far crescere i giovani talenti fra i 17 e i 21 anni di età chiamato Molodežnaja Chokkejnaja Liga (MHL).
Le squadre furono riallineate secondo criteri geografici per ottimizzare i trasferimenti. Furono create le conference Eastern Conference e Western Conference, ciascuna con due divisioni da sei squadre ciascuna. Ogni squadra affronta le rivali divisionali per 4 volte (20 gare totali) e per due volte le squadre delle altre divisioni (36 gare totali). Perciò la stagione regolare fu composta da 56 partite per ciascuna formazione.

### Junior Draft
Il KHL Junior Draft 2009 fu il primo draft organizzato dalla Kontinental Hockey League, e si tenne il 1º giugno 2009 presso l'Arena Mytišči di Mytišči. Furono selezionato in totale 86 giocatori, e la prima scelta fu l'attaccante russo Michail Pašnin, selezionato dal CSKA Mosca.

## Stagione regolare

### Kubok Otkrytija
La Opening Cup, nota in russo come Kubok Otkrytija, si svolse a Kazan' fra i campioni in carica dell'Ak Bars Kazan' e i finalisti del Lokomotiv Jaroslavl' per 3-2 all'overtime.
| Kazan' 10 settembre 2009, ore 19:00 UTC+4 | Ak Bars Kazan' | 3 – 2 (d.t.s.) (1-1; 0-0; 1-1) referto | Lokomotiv Jaroslavl' | TatNeft Arena (7.662 spett.) |

### Classifiche
= Qualificata per i playoff,       = Vincitore della Conference,       = Vincitore della Kubok Kontinenta, ( ) = Posizione nella Conference

#### Western Conference
Divizion Bobrova
|    |                     | PG | V  | VOT | SOT | S  | GF  | GS  | PT  |
| -- | ------------------- | -- | -- | --- | --- | -- | --- | --- | --- |
| 1. | SKA Pietroburgo (1) | 56 | 32 | 4   | 6   | 10 | 192 | 118 | 122 |
| 2. | Dinamo Mosca (4)    | 56 | 28 | 5   | 7   | 16 | 166 | 151 | 101 |
| 3. | Spartak Mosca (6)   | 56 | 24 | 8   | 4   | 20 | 178 | 168 | 92  |
| 4. | CSKA Mosca (7)      | 56 | 22 | 8   | 5   | 21 | 148 | 135 | 87  |
| 5. | Dinamo Riga (8)     | 56 | 23 | 4   | 7   | 22 | 174 | 175 | 84  |
| 6. | Dinamo Minsk (11)   | 56 | 17 | 6   | 2   | 31 | 139 | 164 | 65  |

Divizion Tarasova
|    |                      | PG | V  | VOT | SOT | S  | GF  | GS  | PT  |
| -- | -------------------- | -- | -- | --- | --- | -- | --- | --- | --- |
| 1. | MVD (2)              | 56 | 30 | 1   | 10  | 15 | 160 | 135 | 102 |
| 2. | Atlant Mytišči (3)   | 56 | 24 | 13  | 3   | 16 | 173 | 137 | 101 |
| 3. | Lok. Jaroslavl’ (5)  | 56 | 26 | 5   | 8   | 17 | 163 | 132 | 96  |
| 4. | Torpedo N. Novg. (9) | 56 | 22 | 2   | 5   | 27 | 154 | 163 | 75  |
| 5. | Severstal’ (10)      | 56 | 16 | 9   | 8   | 23 | 151 | 162 | 74  |
| 6. | Vitjaz' Čechov (12)  | 56 | 13 | 5   | 5   | 33 | 142 | 216 | 54  |

#### Eastern Conference
Divizion Charlamova
|    |                        | PG | V  | VOT | SOT | S  | GF  | GS  | PT  |
| -- | ---------------------- | -- | -- | --- | --- | -- | --- | --- | --- |
| 1. | Magnitogorsk (2)       | 56 | 34 | 6   | 1   | 15 | 167 | 111 | 115 |
| 2. | Ak Bars Kazan’ (3)     | 56 | 25 | 8   | 5   | 18 | 159 | 128 | 96  |
| 3. | Neftechimik (4)        | 56 | 27 | 4   | 4   | 21 | 176 | 166 | 93  |
| 4. | Traktor Čeljabinsk (7) | 56 | 18 | 3   | 4   | 31 | 137 | 192 | 64  |
| 5. | Avtomobilist (8)       | 56 | 14 | 8   | 6   | 28 | 127 | 159 | 64  |
| 6. | Lada Togliatti (11)    | 56 | 14 | 2   | 9   | 31 | 115 | 173 | 55  |

Divizion Černyšëva
|    |                        | PG | V  | VOT | SOT | S  | GF  | GS  | PT  |
| -- | ---------------------- | -- | -- | --- | --- | -- | --- | --- | --- |
| 1. | Salavat Julaev (1)     | 56 | 37 | 7   | 4   | 8  | 215 | 116 | 129 |
| 2. | Avangard Omsk (5)      | 56 | 24 | 4   | 10  | 18 | 152 | 128 | 90  |
| 3. | Barys Astana (6)       | 56 | 20 | 6   | 7   | 23 | 169 | 173 | 79  |
| 4. | Sibir’ Novosibirsk (9) | 56 | 15 | 7   | 4   | 30 | 147 | 190 | 63  |
| 5. | Amur Chabarovsk (10)   | 56 | 12 | 9   | 6   | 29 | 129 | 187 | 60  |
| 6. | Metallurg Novok. (12)  | 56 | 13 | 3   | 7   | 33 | 105 | 159 | 52  |

### Statistiche

#### Classifica marcatori
La seguente lista elenca i migliori marcatori al termine della stagione regolare.

| Giocatore          | Squadra         | PG | G  | A  | Pt | +/- | MP  |
| ------------------ | --------------- | -- | -- | -- | -- | --- | --- |
| Sergej Mozjakin    | Atlant Mytišči  | 56 | 27 | 39 | 66 | +24 | 44  |
| Maksim Sušinskij   | SKA Pietroburgo | 56 | 27 | 38 | 65 | +28 | 87  |
| Aleksej Jašin      | SKA Pietroburgo | 56 | 18 | 46 | 64 | +21 | 38  |
| Aleksandr Radulov  | Salavat Julaev  | 54 | 24 | 39 | 63 | +44 | 62  |
| Mattias Weinhandl  | Dinamo Mosca    | 56 | 26 | 34 | 60 | +10 | 36  |
| Patrick Thoresen   | Salavat Julaev  | 56 | 24 | 33 | 57 | +45 | 71  |
| Marcel Hossa       | Dinamo Riga     | 56 | 35 | 19 | 54 | -3  | 44  |
| Jiří Hudler        | Dinamo Mosca    | 54 | 19 | 35 | 54 | +7  | 115 |
| Branko Radivojevič | Spartak Mosca   | 56 | 18 | 36 | 54 | -4  | 18  |
| Sergej Zinov'ev    | Salavat Julaev  | 47 | 17 | 36 | 53 | +24 | 83  |

#### Classifica portieri
La seguente lista elenca i migliori portieri al termine della stagione regolare.

| Giocatore          | Squadra        | PG | Min     | V  | S  | OTS | GS | SO | Sv%  | MGS  |
| ------------------ | -------------- | -- | ------- | -- | -- | --- | -- | -- | ---- | ---- |
| Petri Vehanen      | Ak Bars Kazan’ | 25 | 1528:58 | 15 | 5  | 5   | 44 | 3  | .935 | 1.73 |
| Aleksandr Erëmenko | Salavat Julaev | 32 | 1769:55 | 24 | 5  | 0   | 52 | 2  | .931 | 1.76 |
| Il'ja Proskurjakov | Magnitogorsk   | 32 | 1809:31 | 19 | 8  | 4   | 58 | 4  | .927 | 1.92 |
| Vasilij Košečkin   | Magnitogorsk   | 49 | 2840:43 | 25 | 16 | 8   | 93 | 8  | .933 | 1.96 |
| Michael Garnett    | MVD            | 44 | 2561:54 | 24 | 15 | 4   | 88 | 5  | .917 | 2.06 |

## Playoff

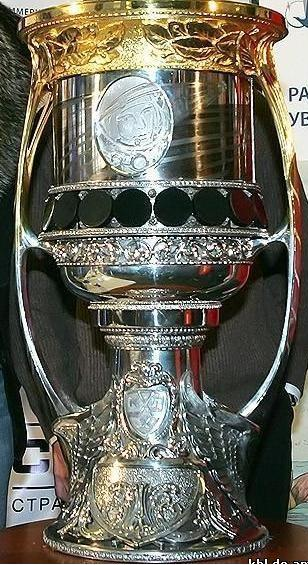
Il trofeo della Kubok Gagarina

Al termine della stagione regolare le migliori 16 squadre del campionato si qualificarono per i playoff. Lo Salavat Julaev Ufa si aggiudicò la Kubok Kontinenta avendo ottenuto il miglior record della lega con 129 punti. I campioni di ciascuna Divizion conservarono il proprio ranking per l'intera durata dei playoff, mentre le altre squadre furono ricollocate nella graduatoria dopo il primo turno.

### Tabellone playoff
In ciascun turno la squadra con il ranking più alto si sfidò con quella dal posizionamento più basso, usufruendo anche del vantaggio del fattore campo. Nella finale della Coppa Gagarin il fattore campo fu determinato dai punti ottenuti in stagione regolare dalle due squadre. Ciascuna serie, al meglio delle sette gare, seguì il formato 2–2–1–1–1: la squadra migliore in stagione regolare avrebbe disputato in casa Gara-1 e 2, (se necessario anche Gara-5 e 7), mentre quella posizionata peggio avrebbe giocato nel proprio palazzetto Gara-3 e 4 (se necessario anche Gara-6). I playoff iniziarono a partire il 10 marzo 2010.
|  | Quarti di finale Conference | Quarti di finale Conference                      | Quarti di finale Conference |   |                    | Semifinali Conference  | Semifinali Conference | Semifinali Conference |                    |                    | Finali Conference  | Finali Conference  | Finali Conference  |  |  | Finale Coppa Gagarin | Finale Coppa Gagarin | Finale Coppa Gagarin |
|  |                             |                                                  |                             |   |                    |                        |                       |                       |                    |                    |                    |                    |                    |  |  |                      |                      |                      |
|  | 1                           | Salavat Julaev                                   | 3                           |   |                    | 1                      | Salavat Julaev        | 4                     |                    |                    |                    |                    |                    |  |  |                      |                      |                      |
|  | 8                           | Avtomobilist                                     | 1                           |   |                    | 4                      | Neftechimik           | 2                     |                    |                    |                    |                    |                    |  |  |                      |                      |                      |
|  |                             |                                                  |                             |   |                    |                        |                       |                       |                    |                    |                    |                    |                    |  |  |                      |                      |                      |
|  | 2                           | Metallurg Mg                                     | 3                           |   |                    |                        |                       |                       | Eastern Conference | Eastern Conference | Eastern Conference | Eastern Conference | Eastern Conference |  |  |                      |                      |                      |
|  | 2                           | Metallurg Mg                                     | 3                           |   |                    |                        |                       |                       | Eastern Conference | Eastern Conference | Eastern Conference | Eastern Conference | Eastern Conference |  |  |                      |                      |                      |
|  | 7                           | Traktor Čeljabinsk                               | 1                           |   |                    |                        |                       |                       |                    |                    |                    |                    |                    |  |  |                      |                      |                      |
|  | 7                           | Traktor Čeljabinsk                               | 1                           |   |                    |                        |                       |                       |                    | 1                  | Salavat Julaev     | 2                  |                    |  |  |                      |                      |                      |
|  |                             |                                                  |                             |   |                    |                        |                       |                       |                    | 1                  | Salavat Julaev     | 2                  |                    |  |  |                      |                      |                      |
|  |                             | 3                                                | Ak Bars Kazan'              | 4 |                    |                        |                       |                       |                    |                    |                    |                    |                    |  |  |                      |                      |                      |
|  | 3                           | 3                                                | Ak Bars Kazan'              | 4 | Ak Bars Kazan'     | 3                      |                       |                       |                    |                    |                    |                    |                    |  |  |                      |                      |                      |
|  | 3                           |                                                  |                             |   | Ak Bars Kazan'     | 3                      |                       |                       |                    |                    |                    |                    |                    |  |  |                      |                      |                      |
|  | 6                           | Barys Astana                                     | 0                           |   |                    |                        |                       |                       |                    |                    |                    |                    |                    |  |  |                      |                      |                      |
|  | 6                           | Barys Astana                                     | 0                           |   |                    |                        |                       |                       |                    |                    |                    |                    |                    |  |  |                      |                      |                      |
|  |                             |                                                  |                             |   |                    |                        |                       |                       |                    |                    |                    |                    |                    |  |  |                      |                      |                      |
|  |                             |                                                  |                             |   |                    |                        |                       |                       |                    |                    |                    |                    |                    |  |  |                      |                      |                      |
|  | 4                           | Neftechimik                                      | 3                           |   | 2                  | Metallurg Magnitogorsk | 2                     |                       |                    |                    |                    |                    |                    |  |  |                      |                      |                      |
|  | 4                           | Neftechimik                                      | 3                           |   | 2                  | Metallurg Magnitogorsk | 2                     |                       |                    |                    |                    |                    |                    |  |  |                      |                      |                      |
|  | 5                           | Avangard Omsk                                    | 0                           |   |                    | 3                      | Ak Bars Kazan'        | 4                     |                    |                    |                    |                    |                    |  |  |                      |                      |                      |
|  | 5                           | Avangard Omsk                                    | 0                           |   |                    |                        |                       |                       |                    | 3                  | Ak Bars Kazan'     | 4                  |                    |  |  |                      |                      |                      |
|  |                             | (Accoppiamenti ristabiliti dopo il primo turno.) |                             |   |                    |                        |                       |                       |                    | 3                  | Ak Bars Kazan'     | 4                  |                    |  |  |                      |                      |                      |
|  |                             | 2                                                | MVD                         | 3 |                    |                        |                       |                       |                    |                    |                    |                    |                    |  |  |                      |                      |                      |
|  | 1                           | 2                                                | MVD                         | 3 | SKA S. Pietroburgo | 1                      |                       |                       | 2                  | MVD                | 4                  |                    |                    |  |  |                      |                      |                      |
|  | 1                           |                                                  |                             |   | SKA S. Pietroburgo | 1                      |                       |                       | 2                  | MVD                | 4                  |                    |                    |  |  |                      |                      |                      |
|  | 8                           | Dinamo Riga                                      | 3                           |   |                    | 8                      | Dinamo Riga           | 1                     |                    |                    |                    |                    |                    |  |  |                      |                      |                      |
|  | 8                           | Dinamo Riga                                      | 3                           |   |                    | 8                      | Dinamo Riga           | 1                     |                    |                    |                    |                    |                    |  |  |                      |                      |                      |
|  |                             |                                                  |                             |   |                    |                        |                       |                       |                    |                    |                    |                    |                    |  |  |                      |                      |                      |
|  | 2                           | MVD                                              | 3                           |   |                    |                        |                       |                       |                    |                    |                    |                    |                    |  |  |                      |                      |                      |
|  | 2                           | MVD                                              | 3                           |   |                    |                        |                       |                       |                    |                    |                    |                    |                    |  |  |                      |                      |                      |
|  | 7                           | CSKA Mosca                                       | 0                           |   |                    |                        |                       |                       |                    |                    |                    |                    |                    |  |  |                      |                      |                      |
|  | 7                           | CSKA Mosca                                       | 0                           |   |                    |                        |                       |                       | 2                  | MVD                | 4                  |                    |                    |  |  |                      |                      |                      |
|  |                             |                                                  |                             |   |                    |                        |                       |                       | 2                  | MVD                | 4                  |                    |                    |  |  |                      |                      |                      |
|  |                             | 5                                                | Lokomotiv Jaroslavl'        | 3 |                    |                        |                       |                       |                    |                    |                    |                    |                    |  |  |                      |                      |                      |
|  | 3                           | 5                                                | Lokomotiv Jaroslavl'        | 3 | Dinamo Mosca       | 1                      |                       |                       |                    |                    |                    |                    |                    |  |  |                      |                      |                      |
|  | 3                           |                                                  |                             |   | Dinamo Mosca       | 1                      |                       |                       |                    |                    |                    |                    |                    |  |  |                      |                      |                      |
|  | 6                           | Spartak Mosca                                    | 3                           |   |                    |                        |                       |                       |                    |                    | Western Conference | Western Conference | Western Conference |  |  |                      |                      |                      |
|  | 6                           | Spartak Mosca                                    | 3                           |   |                    |                        |                       |                       |                    |                    | Western Conference | Western Conference | Western Conference |  |  |                      |                      |                      |
|  |                             |                                                  |                             |   |                    |                        |                       |                       |                    |                    |                    |                    |                    |  |  |                      |                      |                      |
|  | 4                           | Atlant Mytišči                                   | 1                           |   | 5                  | Lokomotiv Jaroslavl'   | 4                     |                       |                    |                    |                    |                    |                    |  |  |                      |                      |                      |
|  | 4                           | Atlant Mytišči                                   | 1                           |   | 5                  | Lokomotiv Jaroslavl'   | 4                     |                       |                    |                    |                    |                    |                    |  |  |                      |                      |                      |
|  | 5                           | Lokomotiv Jaroslavl'                             | 3                           |   |                    | 6                      | Spartak Mosca         | 2                     |                    |                    |                    |                    |                    |  |  |                      |                      |                      |

### Coppa Gagarin
La finale della Coppa Gagarin 2010 è stata una serie al meglio delle sette gare che ha determinato il campione della Kontinental Hockey League per la stagione 2009-10. Per la seconda volta consecutiva è giunto in finale di Kubok Gagarina l'Ak Bars Kazan', detentore del titolo e vincitore della Eastern Conference, e l'HK MVD, vincitore della Weastern Conference. Al termine della serie l'Ak Bars Kazan' ha vinto la seconda Coppa Gagarin della sua storia.

#### Serie
| Balašicha 15 aprile 2010, ore 19:30 | HK MVD | 2 – 3 (0-0; 2-2; 0-1) referto | Ak Bars Kazan' | Balašicha-Arena (6.060 spett.) |

| Balašicha 16 aprile 2010, ore 19:30 | HK MVD | 1 – 4 (0-0; 0-2; 1-2) referto | Ak Bars Kazan' | Balašicha-Arena (6.080 spett.) |

| Kazan' 19 aprile 2010, ore 19:00 | Ak Bars Kazan' | 2 – 3 (1-1; 0-0; 1-2) referto | HK MVD | TatNeft Arena (7.600 spett.) |

| Kazan' 20 aprile 2010, ore 19:00 | Ak Bars Kazan' | 1 – 2 (0-0; 1-1; 0-1) referto | HK MVD | TatNeft Arena (8.140 spett.) |

| Balašicha 23 aprile 2010, ore 19:30 | HK MVD | 3 – 2 (1-1; 1-1; 1-0) referto | Ak Bars Kazan' | Balašicha-Arena (6.120 spett.) |

| Kazan' 25 aprile 2012, ore 17:00 | Ak Bars Kazan' | 7 – 1 (2-0; 3-0; 2-1) referto | HK MVD | TatNeft Arena (7.350 spett.) |

| Balašicha 27 aprile 2010, ore 19:00 | HK MVD | 0 – 2 (0-0; 0-2; 0-0) referto | Ak Bars Kazan' | Balašicha-Arena (6.200 spett.) |

## Classifica finale
| Pos. | Squadra            |
| ---- | ------------------ |
| 1    | Ak Bars Kazan’     |
| 2    | MVD                |
| 3    | Salavat Julaev     |
| 4    | Lok. Jaroslavl’    |
| 5    | Magnitogorsk       |
| 6    | Neftechimik        |
| 7    | Spartak Mosca      |
| 8    | Dinamo Riga        |
| 9    | SKA Pietroburgo    |
| 10   | Dinamo Mosca       |
| 11   | Atlant Mytišči     |
| 12   | Avangard Omsk      |
| 13   | CSKA Mosca         |
| 14   | Barys Astana       |
| 15   | Traktor Čeljabinsk |
| 16   | Avtomobilist       |
| 17   | Torpedo N. Novg.   |
| 18   | Severstal’         |
| 19   | Dinamo Minsk       |
| 20   | Sibir’ Novosibirsk |
| 21   | Amur Chabarovsk    |
| 22   | Lada Togliatti     |
| 23   | Vitjaz' Čechov     |
| 24   | Metallurg Novok.   |

### Premi KHL
Il 25 maggio 2010 la KHL tenne la cerimonia di premiazione per la stagione 2009-2010. Furono distribuiti in totale 20 diversi premi attribuiti a squadre, giocatori e dirigenti.
| Trofeo Golden Hockey Stick (MVP stagione regolare) | Aleksandr Radulov (Ufa)          |
| Premio Play-off Master (MVP playoff)               | Il'ja Nikulin (Kazan')           |
| Premio Aleksej Čerepanov (miglior rookie)          | Anatolij Nikoncev (Ekaterinburg) |

### KHL All-Star Team
| Attacco:  | Aleksandr Radulov – Marcel Hossa – Sergej Mozjakin |
| Difesa:   | Dmitrij Kalinin – Sergej Zubov                     |
| Portiere: | Michael Garnett                                    |

### Giocatori del mese
| Mese      | Portiere                          | Difensore                     | Attaccante                    | Rookie                         |
| --------- | --------------------------------- | ----------------------------- | ----------------------------- | ------------------------------ |
| Settembre | Il'ja Proskurjakov (Magnitogorsk) | Konstantin Korneev (CSKA)     | Kirill Knjazev (Spartak)      | Sergej Belokon' (Vitjaz')      |
| Ottobre   | Karri Rämö (Avangard)             | Dmitrij Kalinin (Ufa)         | Mattias Weinhandl (D. Mosca)  | Linus Omark (D. Mosca)         |
| Novembre  | Georgij Gelašvili (Lokomotiv)     | Sergej Zubov (SKA)            | Maksim Sušinskij (SKA)        | Nikita Filatov (CSKA)          |
| Dicembre  | Vitalij Eremeev (D. Mosca)        | Dmitrij Bykov (Atlant)        | Sergej Mozjakin (Atlant)      | Nikolaj Belov (Neftekhimik)    |
| Gennaio   | Robert Esche (SKA)                | Sergej Zubov (SKA)            | Geoff Platt (Minsk)           | Aleksandr Komaritsij (Vitjaz') |
| Febbraio  | Interruzione per le Olimpiadi     | Interruzione per le Olimpiadi | Interruzione per le Olimpiadi | Interruzione per le Olimpiadi  |
| Marzo     | Ivan Kasutin (Neftekhimik)        | Aleksandr Gus'kov (Lokomotiv) | Aleksandr Radulov (Ufa)       | Konstantin Plaksin (Traktor)   |
| Aprile    | Petri Vehanen (Kazan)             | Il'ja Nikulin (Kazan)         | Aleksej Cvetkov (MVD)         |                                |